# Ranunculus orthorhynchus
Ranunculus orthorhynchus är en ranunkelväxtart som beskrevs av William Jackson Hooker. Ranunculus orthorhynchus ingår i släktet ranunkler, och familjen ranunkelväxter. Utöver nominatformen finns också underarten R. o. bloomeri.

## Bildgalleri

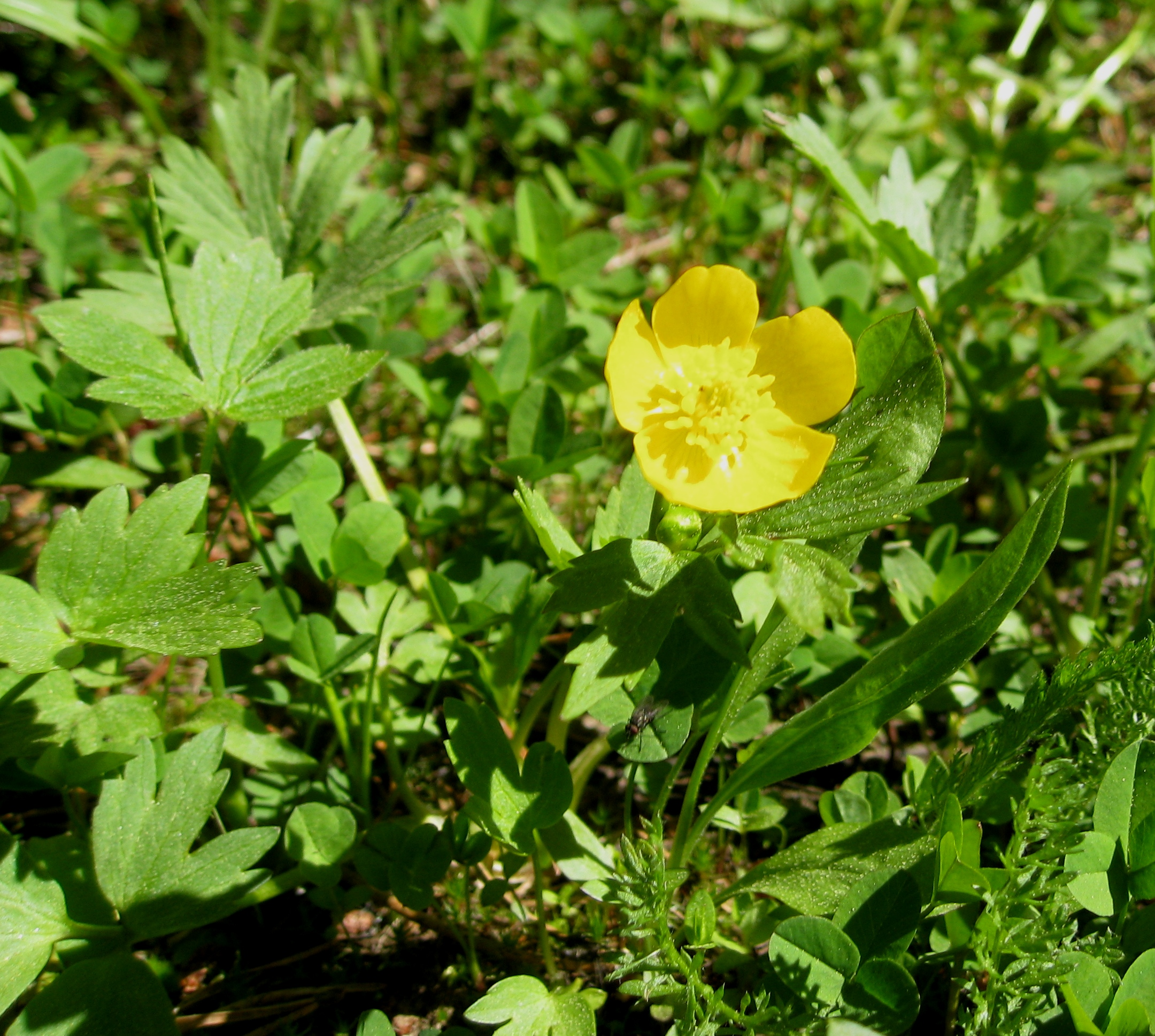